# Буру (мова)
Мова буру (індонез. Bahasa Buru) — австронезійська мова, якою розмовляють буруанці — основна корінна народність індонезійського острова Буру (індонез. Pulau Buru). Зберігається й серед частини буруанців, що компактно проживають за межами Буру, зокрема, на острові Амбон, деяких інших островах індонезійської провінції Малуку (індонез. Provinsi Maluku), в столиці країни Джакарті, а також у Нідерландах. Загальна чисельність носіїв — близько 35 000 осіб, з них більш як 30 тисяч — на Буру.
Належить до буруанської групи центрально-Молуккської гілки центрально-малайсько-полінезійських мов. В рамках мови виділяють три діалекти, носіями яких є однойменні етнічні групи буруанців: рана (понад 14000 носіїв), масарете (понад 9500 носіїв) і ваесама (більш як 6500 носіїв). Крім того, частина рана (за різними підрахунками, 3-5 тисяч осіб), поряд зі своїм основним діалектом використовують так звану «секретну мову» лігахан. Існуючий раніше на заході острова діалект фогі нині вважають вимерлим попри те, що відповідна етнічна група як і раніше існує.
Лінгвістична відмінність між буруанськими діалектами досить невелика. Так, лексична спільність між масарете і ваесама становить близько 90 %, між масарете і рана — 88 %, між ваесама і рана — 80 %.
Спорідненість буру з іншими мовами її групи простежується досить чітко, особливо у випадку з діалектом масарете. Так, у останнього простежується 68 % лексичної спільності з мовою лісела, 45 % — з мовою каєлі і 44 % — з мовою амбелау.
Попри те, що серед буруанців набуває все більшого поширення державна мова Індонезії — індонезійська, у побуті вона практично не витісняє буру. Від використання рідної мови відходить лише відносна меншість носіїв — зокрема, етнічна група фогі, а також деякі прибережні громади, що переходять на амбонський діалект малайської мови, так званий Мелаю Амбон (індонез. Melayu Ambon) — досить поширений на Молуккських островах у ролі лінгва-франка (фактично являє собою спрощену індонезійську мову з тією чи іншою часткою місцевої лексики).
На відміну від інших мов корінних народностей Буру, таких, як лісела і каєлі, мова буру має писемність — латиницю — яку реально використовують її носії. Так, зокрема, буруанці — християни користуються під час богослужінь фрагментами Біблії рідною мовою, перші переклади яких виконали нідерландські місіонери ще 1904 року.
Найсуттєвіші дослідження мови провело в 1980-их роках подружжя Чарлза (англ. Charles E. Grimes) і Барбари (англ. Barbara Dix Grimes) Граймсів — австралійських місіонерів і етнографів, активних учасників організації SIL International (не плутати з Джозефом (англ. Joseph E. Grimes) і Барбарою (англ. Barbara F. Grimes) Граймсами, батьками Чарлза, також відомими австралійськими етнографами).